# Bruce Davison
Bruce Allen Davison (n. 28 iunie 1946, Pennsylvania, SUA) este un  actor american și regizor.

## Filmografie
- Spitalul bântuit (2004, miniserial TV)
- Casa cu amintiri (2009)

### Film
| An   | Titlu                                       | Rol                          | Note |
| ---- | ------------------------------------------- | ---------------------------- | --- |
| 1969 | Last Summer                                 | Dan                          | |
| 1970 | The Strawberry Statement                    | Simon                        | |
| 1971 | Willard                                     | Willard Stiles               | |
| 1971 | Been Down So Long It Looks Like Up to Me    | Fitzgore                     | |
| 1972 | Ben                                         | Willard Stiles               | Archival Footage |
| 1972 | The Jerusalem File                          | David                        | |
| 1972 | Ulzana's Raid                               | Lt. Garnett DeBuin           | |
| 1973 | Peege                                       | Greg                         | Short film |
| 1974 | Mame                                        | Patrick Dennis               | |
| 1976 | Grand Jury                                  | Bobby Allen                  | |
| 1976 | Mother, Jugs & Speed                        | Leroy                        | |
| 1977 | Short Eyes                                  | Clark Davis                  | |
| 1977 | The Gathering                               | George                       | |
| 1978 | Brass Target                                | Col. Robert Dawson           | |
| 1981 | High Risk                                   | Dan                          | |
| 1984 | Crimes of Passion                           | Donny Hopper                 | |
| 1985 | Spies Like Us                               | Ruby                         | |
| 1986 | The Ladies Club                             | Richard Harrison             | |
| 1987 | Frontul terorii (The Misfit Brigade)        | Corporal Joseph Porta        | Ecranizare a romanului Blindatele morții |
| 1989 | Longtime Companion                          | David                        | Golden Globe Award for Best Supporting Actor – Motion Picture Independent Spirit Award for Best Supporting Male New York Film Critics Circle Award for Best Supporting Actor National Society of Film Critics Award for Best Supporting Actor Nominated—Academy Award for Best Supporting Actor Nominated—LA Film Critics Association Award for Best Supporting Actor |
| 1991 | Steel and Lace                              | Albert Morton                | |
| 1993 | Short Cuts                                  | Howard Finnigan              | Golden Globe Award for Best Ensemble Cast |
| 1993 | Six Degrees of Separation                   | Larkin                       | |
| 1995 | Far from Home: The Adventures of Yellow Dog | John McCormick               | |
| 1995 | The Cure                                    | Dr. Jensen                   | |
| 1995 | The Baby-Sitters Club                       | Watson Brewer                | |
| 1996 | It's My Party                               | Rodney Bingham               | |
| 1996 | Grace of My Heart                           | John Murray                  | |
| 1996 | The Crucible                                | Reverend Samuel Parris       | |
| 1997 | Lovelife                                    | Bruce                        | |
| 1998 | Paulie                                      | Dr. Reingold                 | |
| 1998 | Apt Pupil                                   | Richard Bowden               | |
| 1999 | At First Sight                              | Dr. Charles Aaron            | |
| 2000 | The King Is Alive                           | Ray                          | |
| 2000 | X-Men                                       | Senator Robert Kelly         | |
| 2001 | Crazy/Beautiful                             | Tom Oakley                   | |
| 2001 | Summer Catch                                | Rand Parrish                 | |
| 2002 | High Crimes                                 | Brigadier General Bill Marks | |
| 2002 | Dahmer                                      | Lionel Dahmer                | |
| 2003 | X2: X-Men United                            | Senator Robert Kelly         | |
| 2003 | Willard                                     | Willard Stiles I             | |
| 2003 | Runaway Jury                                | Durwood Cable                | |
| 2005 | Hate Crime                                  | Pastor Boyd                  | |
| 2005 | Going Shopping                              | Adam                         | |
| 2005 | 8mm 2                                       | Ambassador Harrington        | |
| 2006 | The Dead Girl                               | Leah's father                | |
| 2007 | Breach                                      | John O'Neill                 | |
| 2008 | The Librarian: Curse of the Judas Chalice   | Professor Lazlo / Vlad       | |
| 2009 | La linea                                    | Anthony                      | |
| 2009 | MegaFault                                   | Dr. Mark Rhodes              | |
| 2009 | Christmas Angel                             | Nick Anderson                | |
| 2009 | A Golden Christmas                          | Rod                          | |
| 2010 | Arctic Blast                                | Winslaw                      | |
| 2010 | Titanic II                                  | James Maine                  | |
| 2010 | Camp Hell                                   | Fr. Phineas McAllister       | |
| 2011 | Munger Road                                 | Chief Kirkhoven              | |
| 2011 | 3 Holiday Tails                             | Rod Wright                   | |
| 2011 | Earth's Final Hours                         | Rothman                      | |
| 2011 | Coffin                                      | Garrison                     | |
| 2011 | Elwood                                      | Congressman Barber           | Short film |
| 2012 | Return of the Killer Shrews                 | Jerry Farrell                | |
| 2012 | The Lords of Salem                          | Francis Matthias             | |
| 2013 | Saving Lincoln                              | William H. Seward            | |
| 2013 | Words and Pictures                          | Walt                         | |
| 2014 | Persecuted                                  | Senator Donald Harrison      | |
| 2015 | The Leisure Class                           | Edward                       | HBO's Project Greenlight season 4 film |
| 2015 | Oceanus: Act One                            | Commander Mitch Conrad       | Short film |
| 2016 | The Curse of Sleeping Beauty                | Richard                      | |
| 2016 | Get A Job                                   | Lawrence Wilheimer           | |
| 2016 | The Bronx Bull                              | D. A. Bonomi                 | |
| 2017 | 9/11                                        | Monohan                      | |
| 2018 | Insidious: The Last Key                     | Christian Rainer             | |
| 2018 | Abnormal Attraction                         | Dr. Cole                     | In post-production |

### Televiziune
| An           | Titlu                                   | Rol                             | Note |
| ------------ | --------------------------------------- | ------------------------------- | --- |
| 1970–1979    | Insight                                 | Andy Fry/Randy King/Greg        | 4 episodes |
| 1973         | Love Story                              | Jeffrey                         | 1 episode |
| 1973         | Break Up                                | Himself                         | Music comedy special for ABC                                                                                   |
| 1974–1978    | Police Story                            | Victor Joe Vero/Clyde Griffiths | 2 episodes |
| 1975         | The Waltons The Shivaree                | Bob Hill                        | 1 episode |
| 1977         | The Gathering                           | George                          | Television film                                                                                                |
| 1978         | Deadman's Curve                         | Dean Torrence                   | Television film                                                                                                |
| 1978         | Summer of My German Soldier             | Anton Reiker                    | Television film                                                                                                |
| 1978         | Mourning Becomes Electra                | Orin Mannon                     | Miniseries |
| 1978         | Lou Grant                               | Andrew Raines                   | 2 episodes |
| 1980         | The Lathe of Heaven                     | George Orr                      | Television film                                                                                                |
| 1981         | The Wave                                | Ben Ross                        | Television film                                                                                                |
| 1984         | Tales from the Darkside                 | Richard Hagstrom                | 1 episode |
| 1985         | V                                       | John Langley                    | 3 episodes |
| 1985–1989    | Hunter                                  | Capt. Wyler/Dep. Chief Wyler    | 16 episodes |
| 1990         | Designing Women                         | Reverend Eugene 'Gene' Chapman  | 1 episode |
| 1991–1993    | Harry and the Hendersons                | George Henderson                | 72 episodes |
| 1992         | Desperate Choices: To Save My Child     | Richard Robbins                 | Television film                                                                                                |
| 1992         | Live! From Death Row                    | Laurence Dvorak                 | Television film                                                                                                |
| 1993         | A Mother's Revenge                      | Bill Sanders                    | Television film                                                                                                |
| 1995         | Down, Out & Dangerous                   | Brad Harrington                 | Television film                                                                                                |
| 1995         | The Outer Limits                        | Dr. McEnerney                   | 1 episode |
| 1996         | Star Trek: Voyager                      | Jareth                          | 1 episode |
| 1996         | After Jimmy                             | Ward "Sam" Stapp                | Television film                                                                                                |
| 1996         | Hidden in America                       | Dr. Michael Millerton           | Television film                                                                                                |
| 1996–1997    | Seinfeld                                | Wyck                            | 3 episodes |
| 1998         | Touched by an Angel                     | Jacob 'Jake' Weiss              | 1 episode Nominated—Primetime Emmy Award for Outstanding Guest Actor in a Drama Series                         |
| 1999         | Vendetta                                | Thomas Semmes                   | Television film                                                                                                |
| 1999–2000    | Chicago Hope                            | Dr. Burt Peters                 | 2 episodes |
| 2000–2001    | The Practice                            | Scott Wallace                   | 9 episodes |
| 2001         | Off Season                              | Dr. Zimmer                      | Television film (also director) Nominated—Daytime Emmy Award for Outstanding Directing in a Children's Special |
| 2002         | Without a Trace                         | Paul Cartwright                 | Pilot episode                                                                                                  |
| 2002         | Law & Order: Special Victims Unit       | Dr. Graham Mandell              | 1 episode |
| 2002         | Star Trek: Enterprise                   | Menos                           | 1 episode |
| 2002         | L.A. Law: The Movie                     | Lawrence Diebenkorn             | Television film                                                                                                |
| 2003         | Out of the Ashes                        | Peter Schuman                   | Television film                                                                                                |
| 2004         | Kingdom Hospital                        | Dr. Stegman                     | 13 episodes |
| 2004         | JAG                                     | Dr. Morris Sperling             | 1 episode |
| 2005         | Numb3rs                                 | Robert Oliver                   | 1 episode |
| 2005         | The Triangle                            | Stan Lathem                     | 3 episodes |
| 2005         | Law & Order: Trial by Jury              | Peter Betts                     | 1 episode |
| 2005–2007    | Close to Home                           | Attorney Doug Hellman           | 13 episodes |
| 2006         | CSI: Miami                              | Dane Daniels                    | 1 episode |
| 2006–2010    | LOST                                    | Dr. Douglas Brooks              | 2 episodes |
| 2007         | The L Word                              | Leonard Kroll                   | 3 episodes |
| 2007         | Battlestar Galactica (2004 TV series)   | Dr. Michael Robert              | 1 episode |
| 2008         | Terminator: The Sarah Connor Chronicles | Dr. Peter Silberman             | 1 episode |
| 2008–2009    | Knight Rider                            | Dr. Charles Graiman             | 11 episodes |
| 2009         | Criminal Minds                          | Father Davison                  | 1 episode |
| 2009–2010    | Ghost Whisperer                         | Josh Bedford                    | 5 episodes |
| 2010         | Psych                                   | Walter Snowden                  | 1 episode |
| 2010         | General Hospital                        | Wilhelm von Schlagel            | 5 episodes |
| 2011         | Castle                                  | Lou Karnacki                    | 1 episode |
| 2011         | CSI: Crime Scene Investigation          | Avery Tinsdale                  | 1 episode |
| 2011         | Hawaii Five-0                           | Steven Carver                   | 1 episode |
| 2011         | Childrens Hospital                      | Narrator                        | 1 episode |
| 2011         | Covert Affairs                          | Max Langford                    | 1 episode |
| 2011–2012    | Drop Dead Diva                          | Judge Cyrus Maxwell             | 3 episodes |
| 2012         | Bigfoot                                 | Sheriff Walt Henderson          | Television film                                                                                                |
| 2012         | Luck                                    | Hartstone                       | 2 episodes |
| 2012         | Don't Trust the B---- in Apartment 23   | Gabe Sharpe                     | 1 episode |
| 2012–2013    | Last Resort                             | Admiral Arthur Shepard          | 6 episodes |
| 2014         | Those Who Kill                          | Howard Burgess                  | 10 episodes |
| 2014         | The Legend of Korra                     | Lord Zuko                       | 6 episodes |
| 2014         | Sequestered                             | Danny Firmin's father           | 12 episodes |
| 2014–2016    | Kingdom                                 | Ron Prince                      | 4 episodes |
| 2015–present | The Fosters                             | Stuart Adams                    | 5 episodes |
| 2016         | The Exorcist                            | Pope Sebastian                  | 1 episode |
| 2018         | Mozart in the Jungle                    | Hesby                           | 1 episode |
| 2018         | Forgive Me                              | Archbishop                      | 1 episode |